# Khardung La
De Khardung La is een 5359 m hoge bergpas over de Ladakh Range in het noordwesten van de Himalaya en het uiterste noorden van India. De pas verbindt het dal van de Indus en Leh, de hoofdstad van de regio Ladakh in het zuiden met de Nubravallei, het dal van de Shyok, in het noorden. Het is de hoogste voor gemotoriseerd verkeer begaanbare bergpas in India en een van de hoogste ter wereld. In Tibet liggen nog enkele hogere passen.

## Geschiedenis
De Khardung La was tot halverwege de 20e eeuw een belangrijke pasweg voor handelskaravanen van India naar Centraal-Azië. Elk jaar passeerden zo'n 10.000 lastdieren de pas. Hieraan kwam een abrupt einde met de deling van India in 1947 en de Chinese invasie in Tibet in 1950, waarna al het verkeer tussen de Nubravallei en Sinkiang onmogelijk werd. Als restant van de oude handelsroute worden in de Nubravallei nog steeds kamelen gehouden.
De huidige weg werd door de Indiase Border Roads Organisation aangelegd in 1976. Het belangrijkste doel was militair-strategisch, omdat de Line of Control met Pakistan en de betwiste Siachengletsjer in de Nubravallei liggen. De weg werd voor gewoon verkeer geopend in 1988.

## Hoogte
De hoogte van de pas wordt soms gegeven als 5602 m, waarmee het de hoogste voor gemotoriseerd verkeer begaanbare pas ter wereld zou zijn. GPS-metingen geven echter consequent waarden rond de 5359 m. De hogere waarde kan een vergissing zijn met het pad dat vroeger door de karavanen gebruikt werd. Dit liep op een andere plek, ongeveer 250 m hoger dan de moderne weg. Als van de GPS-metingen wordt uitgegaan, liggen in Tibet twee hogere passen: de Suge La (5430 m, ten westen van Lhasa) en de Semo La (5565 m, tussen Coqen en Raka). 
De Marsimik La in het Chang Chenmomassief ten oosten van de Nubravallei (5582 m, hoger dan zowel de Khardung La als de Tibetaanse passen) is ooit ook door jeeps gereden, maar de staat van de weg over die pas is niet dusdanig dat hij begaanbaar kan worden geacht.